# Термінал ЗПГ Уельва
Термінал ЗПГ Уельва — інфраструктурний об'єкт для прийому та регазифікації ЗПГ в Іспанії. Розташований у однойменній провінції на південно-західному узбережжі країни, в естуарії річок Одіель і Тінто, що впадають у Кадіську затоку.
Термінал, який ввели в дію у 1988 році, спершу мав лише один резервуар для ЗПГ об'ємом 60000 м3. В подальшому майданчик отримав ще один резервуар ємністю 105000 м3 (1992 рік) та три по 150000 м3 (в 2004, 2006 та 2010 роках), що дозволило довести пропускну здатність об'єкту до 34 млн.м3 на добу.
Термінал може приймати газові танкери вантажомісткістю від 29500 м3 до 173400 м3. 
В самій Уельві великими споживачами імпортованого ресурсу є завод азотних добрив у Палос-де-ла-Фронтера, ТЕС Палос-де-ла-Фронтера, ТЕС Крістобаль Колон, нафтопереробний завод (що має власну ТЕЦ на прродному газі). Видача регазифікованої продукції більш віддаленим споживачам відбувається по газопроводам Уельва – Кордова – Мадрид та Уельва – Алькасар-де-Сан-Хуан – Мадрид.
Також можливий відпуск ЗПГ у автоцистернах (обладнання дозволяє навантажувати до 50 одиниць на годину), а з 2010-го року також почала діяти послуга перевалки малих партій на судна (до середини 2013-го здійснили 189 таких операцій).